# オレンジ (カリフォルニア州)

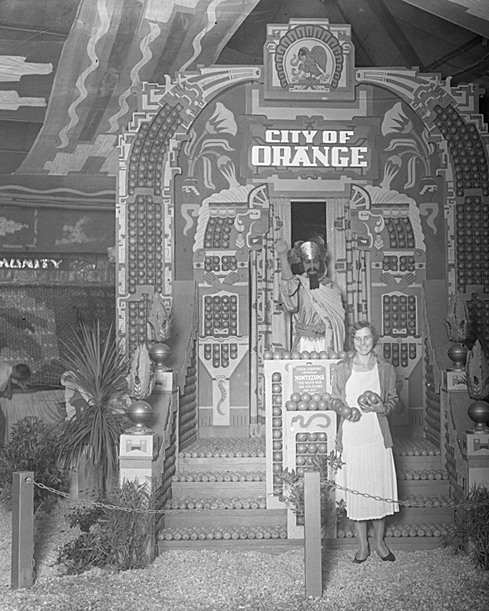
1931年のオレンジ市の展示会、バレンシアオレンジショー、アステカ寺院を表現している

オレンジ（英: Orange, California）は、アメリカ合衆国カリフォルニア州オレンジ郡の都市である。人口は13万9911人（2020年）。
オレンジ郡の郡庁所在地であるサンタアナの北5キロメートルに位置している。市内の建築は1920年以前に建設されたものが多く、古風な街並みがオレンジの特色となっている。市当局はそれらを文化財に指定して保護している。オレンジ市の市域は、裕福な小都市・ビラパークを取り囲んでいる。

## 歴史

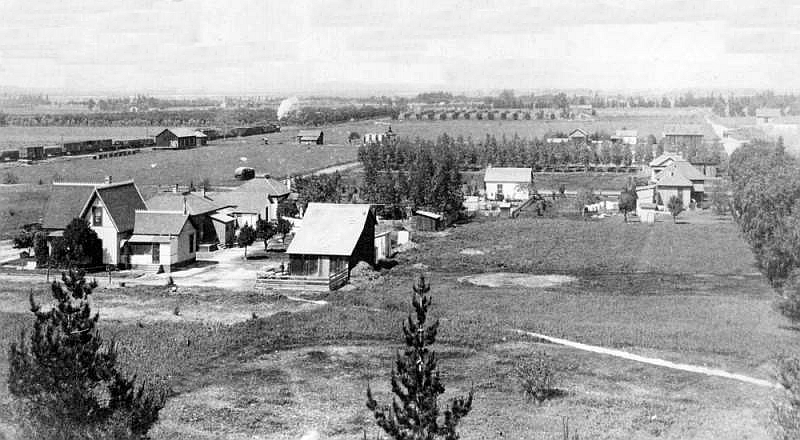
オレンジの町初期の田園風景、左上に見える鉄道で農作物や家畜を輸送した

オレンジ市となった地域には、長い間トングバ族とフアネーニョ族、ルイセーニョ族インディアンが住んでいた。1769年のガスパール・デ・ポルトラの遠征隊の後、フニペロ・セラ神父が率い、メキシコのナヤリット州サンブラスを出た遠征隊が、この地域をバレホ・デ・サンタアナ（セントアン・バレー）と名付けた。1776年11月1日、サンフアン・カピストラーノ伝道所がヌエバ・エスパーニャのアルタ・カリフォルニアでは最初の恒久的ヨーロッパ人開拓地となった。
1801年、スペイン帝国はホセ・アントニオ・ヨルバに62,500エーカー (250 km²) の土地特許を認めた。ヨルバはこの地を「ランチョ・サンアントニオと名付けた。ヨルバの広大なランチョの中には現在のオリーブ、オレンジ、ビラパーク、サンタアナ、タスティン、コスタメサおよびニューポートビーチの各市が含まれている。この大きなランチョの中からランチョ・サンティアゴ・デ・サンタアナのような小さなランチョが生まれた。
退役したスペイン軍人でこの地域では最初の土地所有者であるドン・フアン・パブロ・グリハルバが1809年に、スペインの植民地総督から「アロヨ・デ・サンティアゴの地」にランチョを設立する認可を受けた。
米墨戦争の後、1848年のグアダルーペ・イダルゴ条約によって、アルタ・カリフォルニアがメキシコからアメリカ合衆国に割譲され、その後多くのカリフォルニオがその土地に対する権利を失ったが、グリハルバの子孫はイギリス系アメリカ人との婚姻によって土地の所有権を維持した。
遅くとも1864年以降、ロサンゼルスの弁護士であるアルフレッド・チャップマンとアンドリュー・グラセルが共同あるいは別々に、サンティアゴ・クリークの両岸約5,400エーカー (21.6 km²) の土地を確保した。グラセルは現在のコスタメサの地に4,000エーカー (16 km²) の土地も持っていた。町を造る場所としては水源が重要な要素であり、サンタアナ・キャニオンから水を引いて灌漑できる点と農業に適した土壌の質が町の立地の選択に影響した可能性がある。1873年、町は「リッチランド」と命名された。
土地の歴史家フィル・ブリガンディが著した著作『オレンジ、広場の周りの都市』では、「1873年、この町は郵便局を必要とするほど成長しており、自治体設立の申請書がワシントンD.C.に送られた。しかしその申請は、既にカリフォルニア州サクラメント郡にリッチランドという地名があったために却下された。リッチランドの人々は挫けずに新しい名前「オレンジ」で申請をやり直した。」と記している。ブリガンディは、オレンジという名前を選択した理由として「繁栄する亜熱帯の農業地域を連想させる名前だった。またロサンゼルス郡の南側をオレンジ郡として創設する案が出ていた。最後にグラセル家はバージニア州オレンジに住んだことがあり、この名前に親近感があった」と3つの理由を上げている。
その後、この小さな町は1888年4月6日にカリフォルニア州の一般法によって市制を執行した。オレンジ市はオレンジ郡の中で唯一広場の周りに計画され建設された都市なので、「広場の都市」という渾名を貰った。国内で2番目の大陸横断鉄道がオレンジ郡に入ったとき、オレンジ市はカリフォルニア・サザン鉄道が停まる発展した町になった。
この町は19世紀最後の10年間に、他の周辺地域社会と同様に飛躍的成長を始めた。これはカリフォルニアで栽培される柑橘類に対する需要が大きくなったことが貢献しており、この期間は「オレンジの時代」と呼ばれることもある。1886年から1888年にかけての「南カリフォルニア土地ブーム」は鉄道の運賃競争によっても加速され、人口の拡大にも大いに貢献した。オレンジ郡の大半の都市と同様、農業が地元経済の背骨となり、第2の不動産ブームが起きる1950年代までは成長も緩りと安定したものだった。ロサンゼルス市の都心とオレンジのような周辺とを結ぶ地域全体の高速道路網ができて、1950年代から1970年代初期にかけて大規模な住宅地開発が行われ、これが今日でも多少ペースが落ちたものの、市の東端では続いている。

## 地理
オレンジは北緯33度48分11秒 西経117度49分57秒 / 北緯33.80306度 西経117.83250度に位置する。アメリカ合衆国国勢調査局に拠れば、市域全面積は27.0平方マイル (69.9 km2)であり、このうち陸地は23.1平方マイル (59.9 km2)、水域は0.5平方マイル (1.3 km2)で水域率は1.9％である。

### 気候

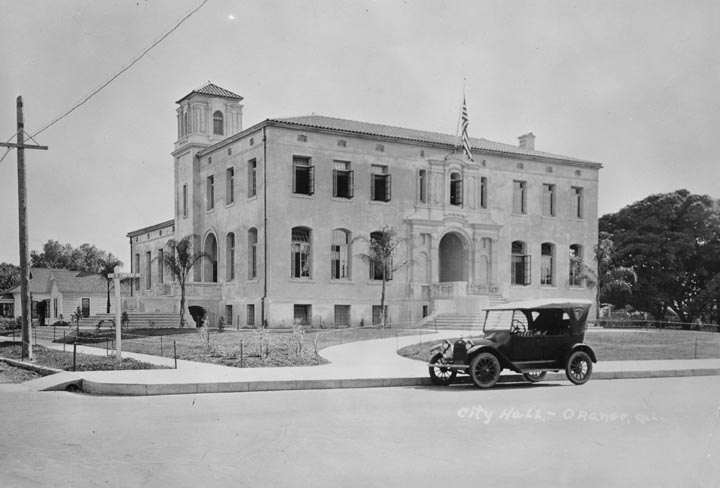
オレンジ市役所、1921年頃。この建物は1964年に解体され、現市役所に建て替えられた。

南カリフォルニアは一年中快適な気候であることで知られている。
- 最も暑い月: 8月
- 過去最高気温: 110 °F (43 ℃、1985年)
- 最も寒い月: 12月
- 過去最低気温: 22 °F (−6 ℃、1950年)
- 最も降水量の多い月: 1月[5]

4月から11月までは暖かい日から暑く乾燥した日まであり、日中平均最高気温は 74°F(23℃) から 84°F(29℃)、最低気温は 52°F(12℃) から 64°F(18℃) である。大洋の緩和効果により、気温はオレンジ郡の内陸部よりも冷涼である。内陸部では 90°F(32℃) を超えることも多く、時として100°F(38℃) に達する。11月から3月はいくらか雨が多い。
オレンジ郡の地域は微気候に典型的な現象もある。気温は内陸と海岸の間で 18°F(10℃) も違うことがあり、その温度勾配は1マイル (1.6 km) あたり 1°F 以上にもなる。カリフォルニア州特有の「ジューン・グルーム」あるいは「メイ・グレイ」という気象現象があり、晩春から初夏に掛けて海岸部では朝に雲で覆われるか霧が発生するが、正午までには日照が出るのが通常である。
オレンジ郡の地域では年間平均降水量が15インチ (385 mm) であり、主に冬から春（11月から4月）に降り、通常は通り雨程度だが、時として激しい降雨と雷を伴う。海岸部のトーランスはやや降水量が少なく、山岳部はやや多い。降雪は都市部では極めて希であるが、市域内にある山岳部では毎年降雪がある。

### 市の景観
オレンジ市の歴史地区であるオールドタウンは当初の広場の周り1マイル四方であり、市制を布いた後に建てられた多くの建物が残っている。活気のある商業地区であり、オレンジ郡最古の現存銀行ややはり最古のソーダ水売り場がある。この歴史地区は1997年にアメリカ合衆国国家歴史登録財に登録され、カリフォルニア州内では最大の史跡である。オールドタウン保存協会はこの地区を維持するための非営利団体である。
オレンジ市は歴史的建造物が集中している広さでは州内第2位と特徴がある。建造物と場所のリストはアメリカ合衆国国家歴史登録財リストで見ることができる。
その古風な「小さな町」という外観の故に、多くのテレビや映画でその背景に使われている。

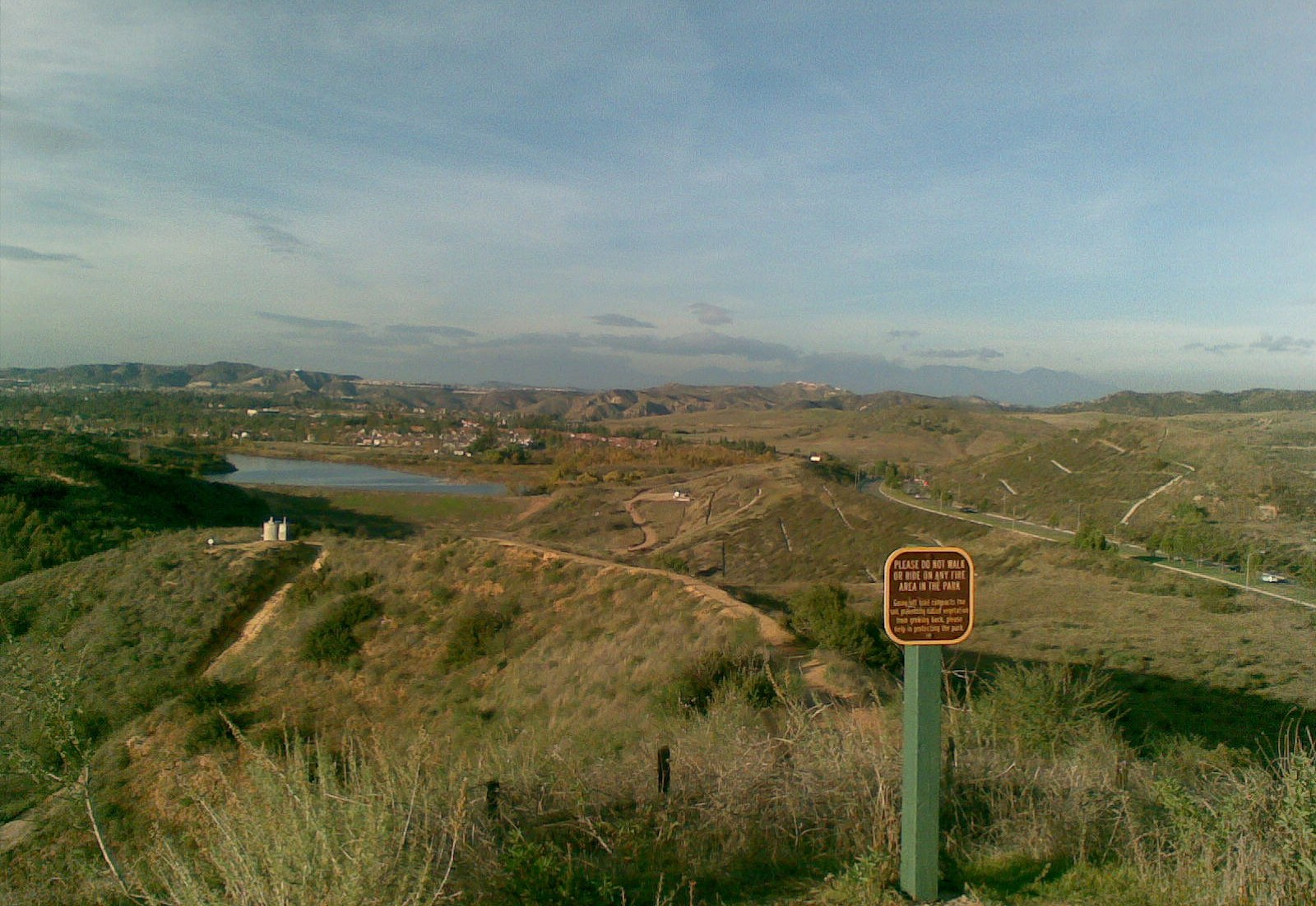
オレンジ市東部のピーターズ・キャニオン公園

### オールドタウンにある建築物の様式
- バンガロー[10]
- クラフツマン・バンガロー[11]
- 美術工芸運動[12]
- 寄棟屋根コテージ[13]
- 地中海復古様式建築[14]
- プレーリー様式建築[15]
- スペイン植民地復古様式建築[16]
- ビクトリア様式建築[17]

## 人口動態
以下は2000年の人口統計データである。
| 基礎データ - 人口: 128,821人 - 世帯数: 40,930世帯 - 家族数: 30,165家族 - 人口密度: 2,126.5人/km2（5,506.4人/mi2） - 住居数: 41,904軒 - 住居密度: 691.7軒/km2（1,791.2軒/mi2） 人種別人口構成 - 白人: 80.50% - アフリカン・アメリカン: 0.29% - ネイティブ・アメリカン: 0.78% - アジア人: 0.32% - 太平洋諸島系: 0.23% - その他の人種: 6.82% - 混血: 0.0% - ヒスパニック・ラテン系: 10.16% 年齢別人口構成 - 18歳未満: 26.7% - 18-24歳: 9.9% - 25-44歳: 33.3% - 45-64歳: 20.5% - 65歳以上: 9.6% - 年齢の中央値: 33歳 - 性比（女性100人あたり男性の人口） - 総人口: 100.8 - 18歳以上: 98.7 | 世帯と家族（対世帯数） - 18歳未満の子供がいる: 37.1% - 結婚・同居している夫婦: 57.1% - 未婚・離婚・死別女性が世帯主: 11.6% - 非家族世帯: 26.3% - 単身世帯: 19.5% - 65歳以上の老人1人暮らし: 6.6% - 平均構成人数 - 世帯: 3.02人 - 家族: 3.43人 収入と家計（括弧内は2007年推計） - 収入の中央値 - 世帯: 58,994米ドル（75,024） - 家族: 64,573 米ドル（85,730） - 性別 - 男性: 42,144米ドル - 女性: 34,159米ドル - 人口1人あたり収入: 24,294米ドル - 貧困線以下 - 対人口: 10.0% - 対家族数: 6.8% - 18歳未満: 12.5% - 65歳以上: 7.5% |

オレンジ市内にはグラセル・カテラ、エル・モデナ（チャップマン・アベニューからヒューズ通り）、オリーブ（リンカーン・アベニューからバタビア通り）など、ヒスパニック系住民が多い地区が幾つかある。またアルメニア人、イラン人、およびアラブ系アメリカ人を含むアラブ人など中東系の大きな地域社会もあり、家を持ち、事業を行っている。

## 政治
カリフォルニア州議会では、上院の第33および下院の第71、72選挙区に属している。連邦議会下院ではカリフォルニア州第40選挙区に属し、クック投票動向指数では共和党+8となっている。2010年時点ですべて共和党議員が務めている。

## 経済
2009年包括的年次財政報告書に拠れば、オレンジ市の雇用主トップ10は下表の通りである。
| 順位 | 雇用主                                   | 従業員数 |
| ---- | ---------------------------------------- | -------- |
| 1    | カリフォルニア大学アーバイン医療センター | 3,986    |
| 2    | セントジョセフ病院                       | 3,909    |
| 3    | オレンジ郡小児病院                       | 2,314    |
| 4    | オレンジ郡交通局                         | 1,000    |
| 5    | オレンジ市                               | 869      |
| 6    | チャップマン大学                         | 800      |
| 7    | オレンジ郡児童家庭委員会                 | 700      |
| 8    | セントジョセフ医療システム               | 550      |
| 9    | カリフォルニアチョイス                   | 500      |
| 10   | ナショナル・オイルウェル・バーコ         | 500      |
| 11   | ワード & ブラウン                        | 500      |

## 人と文化

### 見どころ

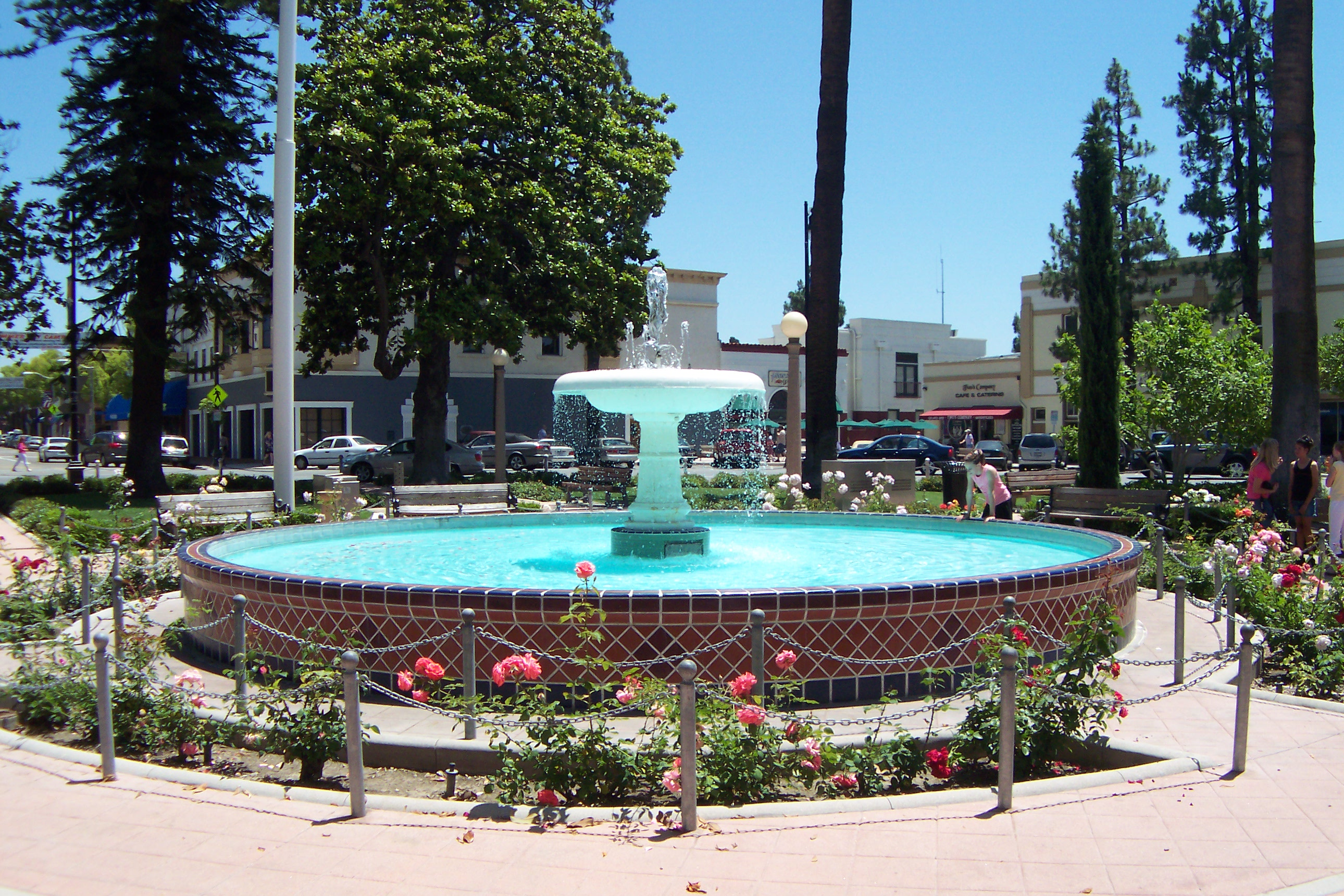
オレンジプラザの中心にある噴水、1937年12月1日除幕。最初の噴水は1886年に同じ場所に造られた。噴水基盤の銘板には「ここを通り過ぎる者なら誰でも、この国を守るために戦いに行ったオレンジの勇敢な人を思い出すことになる。」と書かれている。

オレンジ市には公園、湖、小さな動物園、1つの大学および野生生物保護区がある。
「ザ・ブロック・アット・オレンジ」は大型の屋外ショッピングと娯楽のセンターであり、市の西端にある。この中にはオールド・ネイビー、ホリスター、アン・テイラー・ファクトリーストア、およびサックス・フィフス・アベニュー・オフ・フィフスの店舗が入っており、またAMCシアターズ、デイブ ＆ バスターズ、バンズ・スケートパークおよびラッキーストライク・ボウリングセンターなど高品質の娯楽施設がある。
歴史的にオレンジプラザは主に多様なアンティークショップがあり、古美術品蒐集家の中でよく知られた場所となってきた。最近の傾向としては衣類のブティック、幾つかの気軽な大型レストランが入ってきた。またスターバックス・コーヒーが2店舗あり、プラザを挟んで対象に位置している。ラジオシャック、ウェルズ・ファーゴ銀行、フリーメイソンの支部、さらには歩いて行ける範囲にチャップマン大学や再建された公共図書館もある。
1915年に組織化されたオレンジ婦人クラブがオールドタウン地区のプラザ近くにある。そのクラブハウスは1923年から1924年に建設されたものであり、アメリカ合衆国国家歴史登録財に登録されている。2009年時点で、婦人クラブ総連合のメンバーであるオレンジ婦人クラブはなお活発であり、会員数は180人である。毎年行うフラワーショーは4月に72周年を祝っており、市の主要行事になっている。
オレンジプラザでは、100年以上にわたってレーバーデイの週末にオレンジ国際ストリートフェアを開催している。知人、家族、隣人が集まり、世界中の文化の様々な食事、音楽、ダンスを楽しんでいる。この行事から上がる利益は地域社会の人々を支援する慈善事業に使われている。
元アッチソン・トピカ・サンタフェ鉄道（現在はBNSF鉄道）本線沿いに位置する「ビラパーク果樹園協会」包装工場はオレンジ郡で唯一残り操業を続けている果物の加工場である。
ルイス・エインズワース・ハウスはオレンジ市で唯一の改修された家屋博物館である。

### スポーツ
1978年と1979年、プロのサッカーチーム、カリフォルニア・サンシャインがオレンジでレギュラーシーズンを戦った。オレンジ市はメジャーリーグのチームに縁がある。野球のロサンゼルス・エンゼルスやアイスホッケーのアナハイム・ダックスはサンタアナ川対岸のアナハイムが本拠地である。

## 交通

### 自動車
南カリフォルニアの大半の都市と同様、市の主要交通手段は自動車である。市は多くの州道に近く、またサンタアナ・フリーウェイとも呼ばれる州間高速道路5号線もある。州間高速道路5号線と、州道57号線（オレンジ・ハイウェイ）と同22号線（ガーデングローブ・ハイウェイ）の2つの州道とのジャンクションは、一般に「オレンジ・クラッシュ」とも呼ばれ、オレンジ郡で最大級に繁華なインターチェンジであり、市の南西端に位置している。オレンジ市の東部にはイースタンとフットヒルというカリフォルニア州では初期の有料高速道路である2つの有料道路があり、オレンジ市とアーバインやランチョサンタマルガリータ各都市を結んでいる。高速道路の多くはオレンジ市内を通らないが、むしろ始終端になっている。州道55号線は市の北東部で州道91号線を基点とし、州道22号線と同57号線は南西部から始まっている。

### 鉄道
オレンジでは最初の鉄道であるサンタアナ・オレンジ・タスティン街路鉄道は、全長4.04マイル (6.5-km) の馬車鉄道線であり、1886年からサンタアナとオレンジの間を走った。その1年後、サンタアナ・オレンジ自動車道会社がこの線を買収し、ダミーの蒸気機関車と1両のガソリン自動車を輸送手段に使った。1906年、ヘンリー・H・ハンティントンがロサンゼルス都市間鉄道社の後援でこの会社を取得し、線路を電化した。

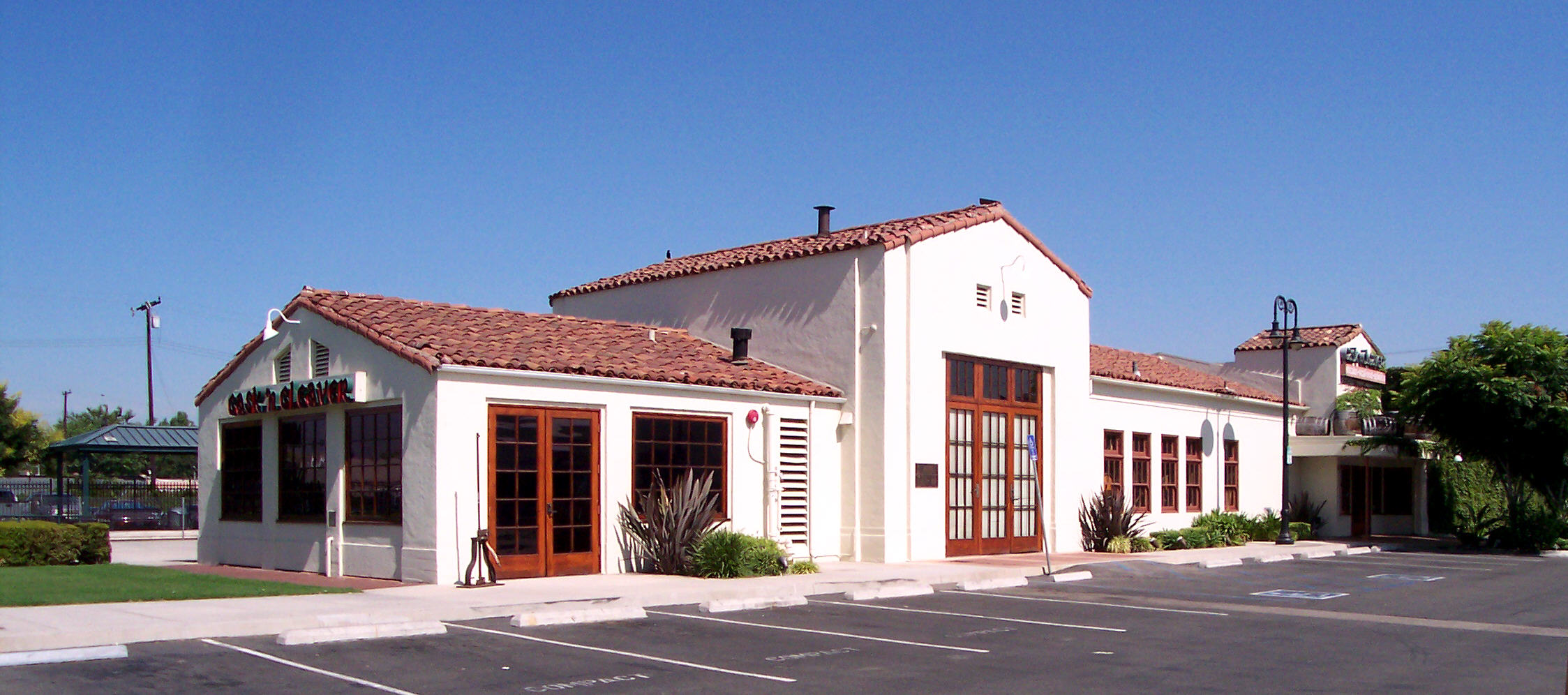
元サンタフェ鉄道の地中海復古様式複合駅舎。1938年5月1日に落成し、1971年に旅客線運行を止めて閉鎖された。1990年11月15日にオレンジ市が歴史史跡に認定した。2004年7月にはレストランが入った。

ハンティントンのパシフィック電鉄が運行する新線の旅客サービスは1914年6月8日に始まり、レモン通りにある駅を起点にした。この路線は地元柑橘類生産者の貨物輸送手段となり、サンタフェ鉄道と直接競合した。パシフィック電気鉄道は1961年にサザン・パシフィック鉄道に売却され、1964年には廃線になった。
サンタフェ鉄道は、その傘下にある南カリフォルニア鉄道によって1886年にオレンジ市内の最初の軌道を敷設し、翌年最初の駅舎を建てた。この路線は「サーフライン」鉄道線の一部となり、1925年には毎日16編成の列車（サンタフェ鉄道の「サンディエガン号」）がオレンジで停車した。柑橘類の出荷時にはオレンジ駅から48両分の柑橘類、オリーブおよびクルミが毎日出荷された。
現在はメトロリンクの地域通勤鉄道網でロサンゼルス、インランド・エンパイアおよびサンディエゴ郡北部と連絡している。メトロリンクのオレンジ駅は中心街歴史地区にある元サンタフェ鉄道駅に隣接してあり、オレンジ郡交通局のバスターミナルにもなっている。乗り換え駅としてメトロリンク全体の中でも2番目に乗降客の多い駅となっているが、アムトラックのパシフィック・サーフライナーは停車しない。

### 空港
隣接するサンタアナにあるジョン・ウェイン空港からは毎日地域の定期便が運航されている。

## 教育
- チャップマン大学 — スポーツチームのパンサーズの本拠
- サンティアゴ・キャニオン・カレッジ — スポーツチームのホークスの本拠
- オレンジ高校 — スポーツチームのパンサーズの本拠
- エル・モデナ高校 — スポーツチームのバンガーズの本拠
- オレンジ統合教育学区 — オレンジ市と周辺地域の公共教育学区
- オレンジ郡ルーテル高校 — スポーツチームのランサーズの本拠

## 著名な出身者と住人
- トニ・チャイルズ、歌手
- ガディ・バスケス、元オレンジ郡監察官、ジョージ・W・ブッシュ大統領時の平和部隊ディレクター
- ドン・アース、MLBメジャーリーグベースボール選手、オレンジ生まれ[23]
- ギャレット・アトキンス、MLB選手、ボルチモア・オリオールズ、コロラド・ロッキーズ
- バート・ブライレブン、MLB選手、カリフォルニア・エンゼルス、ビラパークでカフェを所有したことがある
- コーリー・テン・ブーム、オランダ人クリスチャン、ホロコースト生残者、自伝『わたしの隠れ場』で著名、同名の映画にもなった
- ロニー・クリーガー、プロのスケートボード選手、オレンジで生まれ、現在も居住
- ロブ・ディアー、MLB選手、サンフランシスコ・ジャイアンツ、ミルウォーキー・ブルワーズ、デトロイト・タイガース、ボストン・レッドソックス、阪神タイガース、サンディエゴ・パドレス
- ロビー・ゴードン、NASCARのスプリントカップ・シリーズ・ドライバー
- ケイシー・ジャンセン、MLB選手、オレンジ生まれ
- ルビー・キーラー、映画女優、一時オレンジに居住、市域東のオレンジパクエーカーズにあるホーリー・セパルチャー墓地に埋葬されている
- ディーン・R・クーンツ、小説家、オレンジヒルズに住んだことがある、『The Bad Place』など多くの小説にこの地域を描いている
- ジェイソン・リー、俳優、元はプロのスケートボード選手
- ジャスティン・レール、MLB選手、シンシナティ・レッズ、オークランド・アスレチックス、ミルウォーキー・ブルワーズ
- ハンター・マハン、PGAプロゴルファー、オレンジ生まれ
- スコット・マックアダムズ、アラスカ州シトカ市長、2010年アメリカ合衆国上院アラスカ州選挙区で民主党候補者、オレンジ生まれ[24]
- エイブ・ウォルシュ、著作家、元全米ライフル協会の出版者、オレンジ生まれ
- マイク・ポンペオ、政治家、ドナルド・トランプ大統領時の国務長官、CIA長官

## 姉妹都市
オレンジは世界の5都市と姉妹都市を結んでいる。
- ロシア、ノボコジノ
- オーストラリア、ニューサウスウェールズ州オレンジ市
- フランス、オランジュ市
- メキシコ、サンチアゴ・デ・ケレタロ市
- ニュージーランド、ティマル市

オレンジはオランダのユトレヒトとチリのサンティアゴ・デ・チレとも地域社会協力関係を結んでいる。